# Architekturpreis der Stadt Nürnberg
Die Stadt Nürnberg vergibt in unregelmäßigen Zeiträumen Preise und Anerkennungen für besondere Verdienste und Leistungen auf dem Gebiet der Architektur. Der Architekturpreis wurde bisher 1987, 1993, 2004, 2007, 2016, 2018 und 2020 verliehen.

## Preisträger

### 1987
Preise:
- Kirchenzentrum Langwasser, Annette-Kolb-Straße 53–61 (Architekt: Eberhard Schunck)
- Goldschmiede Dorfner (Architekt: Freese + Kleindienst)

### 1993
Preise:
- Kreuzgassenviertel (Architekt: Baufrösche und Steidle + Partner)
- ART IN Gallerie für zeitgenössische Kunst (Architekt: Jörg Homeier)

### 2004
(Quelle: )
Preise:
- Wohn- und Bürogebäude, Praterstraße 30 (Architekt: Matthias Loebermann)
- Büro- u. Kundenzentrum der N-ERGIE, Fürther Straße (Architekt: Hausmann Müller Architekten)
- Doppelhaus, Schnieglinger Straße (Architekt: ATT Architekten)
- Neues Museum, Luitpoldstr. 5 (Architekt: Staab Architekten)
- Hirsvogelgarten, Hirschelgasse 9–11 (Architekt: Landschaftsarchitekt Bernhard Lorenz)
- Dokumentationszentrum Reichsparteitagsgelände, Bayernstr. 100 (Architekt: Domenig)

Anerkennungen:
- Kopfbau am Künstlerhaus, Königsstraße 93 (Architekt: Grabow + Hofmann)
- Bürogebäude, Bucher Straße 103 (Architekt: Matthias Loebermann)
- Wohnhaus R., Sommeracher Straße 5 (Architekt: Matthias Loebermann)
- Wohnhaus im Knoblauchsland, Obere Dorfstraße 14 b (Architekt: Niederwöhrmeier + Kief)
- Frauenfreundliches Wohnen, Striegauer Straße 47 (Architekt: Fritsch + Knodt & Klug)
- Montessori-Zentrum Nürnberg, Dr.-Carlo-Schmid-Str. 128–130 (Architekt: Feiertag + Krauss Architekten)
- Cinecitta IMAX, Gewerbemuseumsplatz 3 (Architekt: Detlev Schneider)
- DATEV-Service-Center, Virnsberger Straße (Architekt: Schulitz + Partner)

### 2007
Preise:
- Haus Loebermann – Revitalisierung einer Industriebrache, Bleichstraße 10 B (Architekt: Matthias Loebermann, Nürnberg)
- Kompetenzzentrum Demenz, Evangelisch-Lutherisches Diakoniewerk Neuendettelsau, Wallensteinstraße 65 (Architekt: feddersenarchitekten, Berlin)
- Wohnhaus am Marienberg, Sonnengartenstraße 15 (Architekt: netzwerkarchitekten, Darmstadt)

### 2016
Preise:
- Bürowirtschaftliches Zentrum im BBZ, Wieselerstraße 3 (Architekt: Michel + Wolf Architekten)
- Nordostpark – Außenanlagen, Am Nordostpark (Architekt: WGF Objekt Landschaftsarchitekten)
- Auf AEG – Revitalisierung ehemaliges Fabrikareal, Fürther Straße 244 – 254 (Architekt: Jürgen Bisch Architekten)

Anerkennungen:
- easyCredit-Haus, Beuthener Straße (Architekt: Baumschlager Eberle Architekten)
- Autobahnmeisterei Nürnberg-Fischbach, Fontanestraße 2 (Architekt: Bernhard Landbrecht mit Christian Parthe)
- Dreifachsporthalle Uhlandschule, Uhlandstraße 46 (Architekt: Peck Daam Architekten)

### 2018
Preis: Quartier Nordstadtgärten (Architekt: Hilmer Sattler Architekten Ahlers Albrecht)
Anerkennungen:
- Johann-Pachelbel-Realschule (Architekt: Lederer Ragnarsdóttir Oei)
- Umbau und Sanierung Haus Walter, Nürnberg (Architekt: Berschneider + Berschneider)[2]

### 2020
- Preis: Wiederaufbau St. Martha (Architekt: Florian Nagler)
- Anerkennung: Das Gartenhaus (Architekt: büro für bauform)